# Campionatul republican de handbal feminin categoria A 1961-1962
Campionatul republican de handbal feminin categoria A 1961-1962 a fost a patra ediție a eșalonului valoric superior al campionatului național de handbal feminin în 7 jucătoare din România. Competiția a fost organizată de Federația Română de Handbal (FRH) și a fost câștigată de echipa Rapid București, antrenată de Gabriel Zugrăvescu.
Sezonul 1961-1962 al campionatului republican de handbal feminin s-a desfășurat într-o singură serie, doar cu tur. La competiție au luat parte echipele clasate pe primele opt locuri în sezonul anterior, plus I.T. București și Ș.S.E. Petroșani, câștigătoarele celor două serii ale campionatului de calificare.
În locul returului, FRH a organizat o competiție de primăvară.

## Echipe participante
La ediția 1961-1962 a campionatului republican de categoria A au luat parte 10 echipe:
- Tractorul Brașov
- Întreprinderea de Transport București (I.T.B.), redenumită Unirea București înainte de competiția de primăvară[3]
- Progresul București
- Rapid București
- Știința București
- Școala Sportivă de Elevi Petroșani
- Clubul Sportiv Muncitoresc Sibiu
- Mureșul Târgu Mureș
- Clubul Sportiv Școlar Banatul Timișoara
- Știința Timișoara

## Sistem
Spre deosebire de sezonul anterior, care s-a desfășurat cu tur și retur, campionatul republican de categoria A din sezonul 1961-1962 s-a disputat doar cu tur. În locul returului, FRH a organizat o competiție de primăvară.

## Clasament
Valabil pe 29 octombrie 1961;
| Poz. | Echipa                   | J | V | E | Î | GM | GP | G    | P  |
| ---- | ------------------------ | - | - | - | - | -- | -- | ---- | -- |
| 1    | Rapid București          | 9 | 7 | 2 | 0 | 94 | 54 | + 40 | 16 |
| 2    | Știința București        | 9 | 5 | 3 | 1 | 70 | 55 | + 15 | 13 |
| 3    | Tractorul Brașov         | 9 | 5 | 2 | 2 | 72 | 57 | + 15 | 12 |
| 4    | C.S.M. Sibiu             | 9 | 5 | 1 | 3 | 78 | 52 | + 26 | 11 |
| 5    | Știința Timișoara        | 9 | 4 | 1 | 4 | 71 | 73 | – 2  | 9  |
| 6    | C.S.Ș. Banatul Timișoara | 9 | 4 | 0 | 5 | 50 | 61 | – 11 | 8  |
| 7    | Ș.S.E. Petroșani         | 9 | 2 | 3 | 4 | 52 | 70 | – 18 | 7  |
| 8    | Mureșul Târgu Mureș      | 9 | 3 | 1 | 5 | 49 | 66 | – 17 | 7  |
| 9    | Progresul București      | 9 | 2 | 2 | 5 | 59 | 56 | + 3  | 6  |
| 10   | I.T. București           | 9 | 0 | 1 | 8 | 31 | 82 | – 51 | 1  |

## Rezultate în tur

### Etapa I
| 3 septembrie 1961 10:00 | C.S.M. Sibiu | 6 – 7 | CS Rapid București | Terenul „Luceafărul”, Sibiu |
| 3 septembrie 1961 10:00 | Walzer 3     | (3–6) | Boțan 4            | Terenul „Luceafărul”, Sibiu |
| 3 septembrie 1961 10:00 |              |       |                    | Terenul „Luceafărul”, Sibiu |

| 3 septembrie 1961 10:00 | Progresul București | 11 – 3 | Mureșul Târgu Mureș | Terenul I.T.B., București Arbitri: Gheorghe Vișan |
| 3 septembrie 1961 10:00 | (7–1)               |        |                     | Terenul I.T.B., București Arbitri: Gheorghe Vișan |
| 3 septembrie 1961 10:00 |                     |        |                     | Terenul I.T.B., București Arbitri: Gheorghe Vișan |

| 3 septembrie 1961 11:00 | I.T. București | 3 – 7 | C.S.Ș. Banatul Timișoara | Terenul I.T.B., București Arbitri: P. Cîrligeanu |
| 3 septembrie 1961 11:00 | (1–2)          |       |                          | Terenul I.T.B., București Arbitri: P. Cîrligeanu |
| 3 septembrie 1961 11:00 |                |       |                          | Terenul I.T.B., București Arbitri: P. Cîrligeanu |

| 3 septembrie 1961 | Ș.S.E. Petroșani | 11 – 5 | Știința București | Petroșani |
| 3 septembrie 1961 | (7–4)            |        |                   | Petroșani |
| 3 septembrie 1961 |                  |        |                   | Petroșani |

| 3 septembrie 1961 | Tractorul Brașov | 9 – 8 | Știința Timișoara | Brașov |
| 3 septembrie 1961 | (5–5)            |       |                   | Brașov |
| 3 septembrie 1961 |                  |       |                   | Brașov |

### Etapa a II-a
| 10 septembrie 1961 10:00 | CS Rapid București | 18 – 4 | Ș.S.E. Petroșani | Terenul Giulești, București |
| 10 septembrie 1961 10:00 | Hedeșiu 8          | (12–1) |                  | Terenul Giulești, București |
| 10 septembrie 1961 10:00 |                    |        |                  | Terenul Giulești, București |

| 10 septembrie 1961 10:15 | C.S.M. Sibiu | 11 – 2 | I.T. București   | Terenul „Luceafărul”, Sibiu |
| 10 septembrie 1961 10:15 | Dobre 5      | (4–1)  | Disescu, Ghiță 1 | Terenul „Luceafărul”, Sibiu |
| 10 septembrie 1961 10:15 |              |        |                  | Terenul „Luceafărul”, Sibiu |

| 10 septembrie 1961 11:00 | Știința București | 6 – 6 | Tractorul Brașov | Terenul Giulești, București Arbitri: Gogu Vasile |
| 10 septembrie 1961 11:00 | (5–3)             |       |                  | Terenul Giulești, București Arbitri: Gogu Vasile |
| 10 septembrie 1961 11:00 |                   |       |                  | Terenul Giulești, București Arbitri: Gogu Vasile |

| 10 septembrie 1961 16:30 | Știința Timișoara | 7 – 6 | Progresul București | Stadionul „23 August”, Timișoara |
| 10 septembrie 1961 16:30 | Luchian 3         | (4–5) |                     | Stadionul „23 August”, Timișoara |
| 10 septembrie 1961 16:30 |                   |       |                     | Stadionul „23 August”, Timișoara |

| 10 septembrie 1961 19:30 | Mureșul Târgu Mureș    | 6 – 3 | C.S.Ș. Banatul Timișoara | Parcul sportiv „Voința”, Târgu Mureș Arbitri: Dumitru Ioana |
| 10 septembrie 1961 19:30 | Covrig, Incze, Preda 2 | (0–1) | Bain 2                   | Parcul sportiv „Voința”, Târgu Mureș Arbitri: Dumitru Ioana |
| 10 septembrie 1961 19:30 |                        |       |                          | Parcul sportiv „Voința”, Târgu Mureș Arbitri: Dumitru Ioana |

### Etapa a III-a
| 16 septembrie 1961 16:00 | Știința București | 5 – 4 | Progresul București | Terenul Giulești, București |
| 16 septembrie 1961 16:00 | (3–2)             |       |                     | Terenul Giulești, București |
| 16 septembrie 1961 16:00 |                   |       |                     | Terenul Giulești, București |

| 16 septembrie 1961 17:00 | CS Rapid București | 12 – 5 | I.T. București | Terenul Giulești, București |
| 16 septembrie 1961 17:00 | (4–1)              |        |                | Terenul Giulești, București |
| 16 septembrie 1961 17:00 |                    |        |                | Terenul Giulești, București |

| 17 septembrie 1961 11:00 | C.S.Ș. Banatul Timișoara | 6 – 5 | C.S.M. Sibiu | Stadionul „Tehnometal”, Timișoara |
| 17 septembrie 1961 11:00 | Gheorghiță, Nemetz 2     | (5–1) |              | Stadionul „Tehnometal”, Timișoara |
| 17 septembrie 1961 11:00 |                          |       |              | Stadionul „Tehnometal”, Timișoara |

| 17 septembrie 1961 | Ș.S.E. Petroșani | 7 – 9 | Știința Timișoara | Petroșani |
| 17 septembrie 1961 |                  | (1–4) | Reip 7            | Petroșani |
| 17 septembrie 1961 |                  |       |                   | Petroșani |

| 17 septembrie 1961 | Tractorul Brașov | 13 – 5 | Mureșul Târgu Mureș | Codlea |
| 17 septembrie 1961 | (7–4)            |        |                     | Codlea |
| 17 septembrie 1961 |                  |        |                     | Codlea |

### Etapa a IV-a
| 24 septembrie 1961 10:00 | Progresul București | 10 – 7 | Ș.S.E. Petroșani | Terenul „Progresul”, București |
| 24 septembrie 1961 10:00 | Vasile 8            | (7–2)  |                  | Terenul „Progresul”, București |
| 24 septembrie 1961 10:00 |                     |        |                  | Terenul „Progresul”, București |

| 24 septembrie 1961 11:00 | Știința București | 9 – 5 | C.S.Ș. Banatul Timișoara | Terenul „Progresul”, București |
| 24 septembrie 1961 11:00 | (6–1)             |       |                          | Terenul „Progresul”, București |
| 24 septembrie 1961 11:00 |                   |       |                          | Terenul „Progresul”, București |

| 24 septembrie 1961 19:00 | Mureșul Târgu Mureș | 7 – 9 | CS Rapid București | Parcul sportiv „Voința”, Târgu Mureș |
| 24 septembrie 1961 19:00 | (4–6)               |       |                    | Parcul sportiv „Voința”, Târgu Mureș |
| 24 septembrie 1961 19:00 |                     |       |                    | Parcul sportiv „Voința”, Târgu Mureș |

| 24 septembrie 1961 16:30 | Știința Timișoara | 14 – 6 | I.T. București   | Stadionul „23 August”, Timișoara |
| 24 septembrie 1961 16:30 | Reip 6            | (6–2)  | Ghiță, Popescu 2 | Stadionul „23 August”, Timișoara |
| 24 septembrie 1961 16:30 |                   |        |                  | Stadionul „23 August”, Timișoara |

| 24 septembrie 1961 | Tractorul Brașov              | 7 – 7 | C.S.M. Sibiu | Brașov |
| 24 septembrie 1961 | Floroianu, V. Melinte, Nako 2 | (4–4) | Dobre 4      | Brașov |
| 24 septembrie 1961 |                               |       |              | Brașov |

### Etapa a V-a
| 30 septembrie 1961 16:00 | Progresul București | 5 – 5 | I.T. București | Terenul „Progresul”, București Arbitri: Mihai Petrescu |
| 30 septembrie 1961 16:00 | V. Dumitrescu 3     | (3–2) | Ghiță 3        | Terenul „Progresul”, București Arbitri: Mihai Petrescu |
| 30 septembrie 1961 16:00 |                     |       |                | Terenul „Progresul”, București Arbitri: Mihai Petrescu |

| 30 septembrie 1961 17:00 | Știința București    | 8 – 8 | CS Rapid București | Terenul „Progresul”, București Arbitri: Petre Tîrcu |
| 30 septembrie 1961 17:00 | Hector, Ștefănescu 2 | (4–8) | Boțan 4            | Terenul „Progresul”, București Arbitri: Petre Tîrcu |
| 30 septembrie 1961 17:00 |                      |       |                    | Terenul „Progresul”, București Arbitri: Petre Tîrcu |

| 1 octombrie 1961 10:30 | C.S.M. Sibiu | 12 – 5 | Mureșul Târgu Mureș | Terenul „Luceafărul”, Sibiu |
| 1 octombrie 1961 10:30 | Dobre 4      | (4–3)  | Incze 3             | Terenul „Luceafărul”, Sibiu |
| 1 octombrie 1961 10:30 |              |        |                     | Terenul „Luceafărul”, Sibiu |

| 1 octombrie 1961 11:00 | C.S.Ș. Banatul Timișoara | 8 – 9 | Știința Timișoara | Stadionul „23 August”, Timișoara |
| 1 octombrie 1961 11:00 | Gheorghiță 4             | (4–6) | Ștef 3            | Stadionul „23 August”, Timișoara |
| 1 octombrie 1961 11:00 |                          |       |                   | Stadionul „23 August”, Timișoara |

| 1 octombrie 1961 | Ș.S.E. Petroșani | 7 – 3 | Tractorul Brașov | Petroșani Arbitri: P. Cîrligeanu |
| 1 octombrie 1961 | (4–3)            |       |                  | Petroșani Arbitri: P. Cîrligeanu |
| 1 octombrie 1961 |                  |       |                  | Petroșani Arbitri: P. Cîrligeanu |

### Etapa a VI-a
| 8 octombrie 1961 10:00 | I.T. București | 2 – 7 | Mureșul Târgu Mureș | Terenul Giulești, București |
| 8 octombrie 1961 10:00 | (1–3)          |       |                     | Terenul Giulești, București |
| 8 octombrie 1961 10:00 |                |       |                     | Terenul Giulești, București |

| 8 octombrie 1961 10:15 | Știința Timișoara | 8 – 11 | Știința București           | Stadionul „23 August”, Timișoara |
| 8 octombrie 1961 10:15 | Reip 3            | (5–5)  | E. Constantinescu, Leonte 4 | Stadionul „23 August”, Timișoara |
| 8 octombrie 1961 10:15 |                   |        |                             | Stadionul „23 August”, Timișoara |

| 8 octombrie 1961 10:45 | C.S.M. Sibiu | 14 – 3 | Ș.S.E. Petroșani | Terenul „Luceafărul”, Sibiu |
| 8 octombrie 1961 10:45 | (6–3)        |        |                  | Terenul „Luceafărul”, Sibiu |
| 8 octombrie 1961 10:45 |              |        |                  | Terenul „Luceafărul”, Sibiu |

| 8 octombrie 1961 11:00 | CS Rapid București | 15 – 7 | C.S.Ș. Banatul Timișoara | Terenul Giulești, București |
| 8 octombrie 1961 11:00 | (4–3)              |        |                          | Terenul Giulești, București |
| 8 octombrie 1961 11:00 |                    |        |                          | Terenul Giulești, București |

| 8 octombrie 1961 | Tractorul Brașov | 10 – 7 | Progresul București | Brașov |
| 8 octombrie 1961 | (4–4)            |        |                     | Brașov |
| 8 octombrie 1961 |                  |        |                     | Brașov |

### Etapa a VII-a
| 15 octombrie 1961 10:00 | Știința București | 10 – 7 | C.S.M. Sibiu | Terenul Giulești, București |
| 15 octombrie 1961 10:00 | (6–2)             |        |              | Terenul Giulești, București |
| 15 octombrie 1961 10:00 |                   |        |              | Terenul Giulești, București |

| 15 octombrie 1961 10:00 | Mureșul Târgu Mureș | 4 – 4 | Știința Timișoara | Parcul sportiv „Voința”, Târgu Mureș |
| 15 octombrie 1961 10:00 | (4–3)               |       |                   | Parcul sportiv „Voința”, Târgu Mureș |
| 15 octombrie 1961 10:00 |                     |       |                   | Parcul sportiv „Voința”, Târgu Mureș |

| 15 octombrie 1961 11:00 | CS Rapid București | 7 – 6 | Tractorul Brașov | Terenul Giulești, București Arbitri: Gruianu |
| 15 octombrie 1961 11:00 | (4–4)              |       |                  | Terenul Giulești, București Arbitri: Gruianu |
| 15 octombrie 1961 11:00 |                    |       |                  | Terenul Giulești, București Arbitri: Gruianu |

| 15 octombrie 1961 11:00 | C.S.Ș. Banatul Timișoara | 7 – 5 | Progresul București | Terenul „Tehnometal”, Timișoara |
| 15 octombrie 1961 11:00 | Gheorghiță 4             | (1–2) |                     | Terenul „Tehnometal”, Timișoara |
| 15 octombrie 1961 11:00 |                          |       |                     | Terenul „Tehnometal”, Timișoara |

| 15 octombrie 1961 | Ș.S.E. Petroșani | 6 – 3 | I.T. București | Petroșani |
| 15 octombrie 1961 | (3–1)            |       |                | Petroșani |
| 15 octombrie 1961 |                  |       |                | Petroșani |

### Etapa a VIII-a
| 21 octombrie 1961 15:00 | Știința București | 10 – 0 | I.T. București | Terenul „Progresul”, București |
| 21 octombrie 1961 15:00 | Leonte 4          | (6–0)  |                | Terenul „Progresul”, București |
| 21 octombrie 1961 15:00 |                   |        |                | Terenul „Progresul”, București |

| 21 octombrie 1961 16:00 | Progresul București | 4 – 4 | CS Rapid București | Terenul „Progresul”, București Arbitri: Geo Popescu |
| 21 octombrie 1961 16:00 | Vasile 2            | (3–2) | Constantinescu 2   | Terenul „Progresul”, București Arbitri: Geo Popescu |
| 21 octombrie 1961 16:00 |                     |       |                    | Terenul „Progresul”, București Arbitri: Geo Popescu |

| 22 octombrie 1961 11:00 | Știința Timișoara | 5 – 8 | C.S.M. Sibiu | Stadionul „23 August”, Timișoara |
| 22 octombrie 1961 11:00 | (2–2)             |       |              | Stadionul „23 August”, Timișoara |
| 22 octombrie 1961 11:00 |                   |       |              | Stadionul „23 August”, Timișoara |

| 22 octombrie 1961 | Tractorul Brașov | 8 – 5 | C.S.Ș. Banatul Timișoara | Brașov |
| 22 octombrie 1961 | (4–4)            |       |                          | Brașov |
| 22 octombrie 1961 |                  |       |                          | Brașov |

| 22 octombrie 1961 | Mureșul Târgu Mureș | 6 – 6 | Ș.S.E. Petroșani | Parcul sportiv „Voința”, Târgu Mureș |
| 22 octombrie 1961 | (3–4)               |       |                  | Parcul sportiv „Voința”, Târgu Mureș |
| 22 octombrie 1961 |                     |       |                  | Parcul sportiv „Voința”, Târgu Mureș |

### Etapa a IX-a
| 29 octombrie 1961 10:15 | C.S.Ș. Banatul Timișoara | 2 – 1 | Ș.S.E. Petroșani | Stadionul „23 August”, Timișoara |
| 29 octombrie 1961 10:15 | Bain, Ziegler 1          | (1–1) | Nemeș 1          | Stadionul „23 August”, Timișoara |
| 29 octombrie 1961 10:15 |                          |       |                  | Stadionul „23 August”, Timișoara |

| 29 octombrie 1961 10:30 | CS Rapid București | 14 – 7 | Știința Timișoara | Terenul Giulești, București |
| 29 octombrie 1961 10:30 | Boțan 5            | (8–3)  |                   | Terenul Giulești, București |
| 29 octombrie 1961 10:30 |                    |        |                   | Terenul Giulești, București |

| 29 octombrie 1961 11:00 | C.S.M. Sibiu | 8 – 7 | Progresul București | Terenul „Luceafărul”, Sibiu |
| 29 octombrie 1961 11:00 | (4–4)        |       |                     | Terenul „Luceafărul”, Sibiu |
| 29 octombrie 1961 11:00 |              |       |                     | Terenul „Luceafărul”, Sibiu |

| 29 octombrie 1961 14:30 | Știința București | 6 – 6 | Mureșul Târgu Mureș | Teren I.T.B., București |
| 29 octombrie 1961 14:30 | (4–3)             |       |                     | Teren I.T.B., București |
| 29 octombrie 1961 14:30 |                   |       |                     | Teren I.T.B., București |

| 29 octombrie 1961 15:30 | I.T. București | 5 – 10 | Tractorul Brașov | Teren I.T.B., București Arbitri: P. Petre |
| 29 octombrie 1961 15:30 | (4–6)          |        |                  | Teren I.T.B., București Arbitri: P. Petre |
| 29 octombrie 1961 15:30 |                |        |                  | Teren I.T.B., București Arbitri: P. Petre |

| Valabil pe 29 octombrie 1961, la sfârșitul turului. \| Poz. \| Echipa \| J \| V \| E \| Î \| GM \| GP \| G \| P \| \| ---- \| ------------------------ \| - \| - \| - \| - \| -- \| -- \| ---- \| -- \| \| 1 \| Rapid București \| 9 \| 7 \| 2 \| 0 \| 94 \| 54 \| + 40 \| 16 \| \| 2 \| Știința București \| 9 \| 5 \| 3 \| 1 \| 70 \| 55 \| + 15 \| 13 \| \| 3 \| Tractorul Brașov \| 9 \| 5 \| 2 \| 2 \| 72 \| 57 \| + 15 \| 12 \| \| 4 \| C.S.M. Sibiu \| 9 \| 5 \| 1 \| 3 \| 78 \| 52 \| + 26 \| 11 \| \| 5 \| Știința Timișoara \| 9 \| 4 \| 1 \| 4 \| 71 \| 73 \| – 2 \| 9 \| \| 6 \| C.S.Ș. Banatul Timișoara \| 9 \| 4 \| 0 \| 5 \| 50 \| 61 \| – 11 \| 8 \| \| 7 \| Ș.S.E. Petroșani \| 9 \| 2 \| 3 \| 4 \| 52 \| 70 \| – 18 \| 7 \| \| 8 \| Mureșul Târgu Mureș \| 9 \| 3 \| 1 \| 5 \| 49 \| 66 \| – 17 \| 7 \| \| 9 \| Progresul București \| 9 \| 2 \| 2 \| 5 \| 59 \| 56 \| + 3 \| 6 \| \| 10 \| I.T. București \| 9 \| 0 \| 1 \| 8 \| 31 \| 82 \| – 51 \| 1 \| |                          |   |   |   |   |    |    |      |    |
| Poz. | Echipa                   | J | V | E | Î | GM | GP | G    | P  |
| 1 | Rapid București          | 9 | 7 | 2 | 0 | 94 | 54 | + 40 | 16 |
| 2 | Știința București        | 9 | 5 | 3 | 1 | 70 | 55 | + 15 | 13 |
| 3 | Tractorul Brașov         | 9 | 5 | 2 | 2 | 72 | 57 | + 15 | 12 |
| 4 | C.S.M. Sibiu             | 9 | 5 | 1 | 3 | 78 | 52 | + 26 | 11 |
| 5 | Știința Timișoara        | 9 | 4 | 1 | 4 | 71 | 73 | – 2  | 9  |
| 6 | C.S.Ș. Banatul Timișoara | 9 | 4 | 0 | 5 | 50 | 61 | – 11 | 8  |
| 7 | Ș.S.E. Petroșani         | 9 | 2 | 3 | 4 | 52 | 70 | – 18 | 7  |
| 8 | Mureșul Târgu Mureș      | 9 | 3 | 1 | 5 | 49 | 66 | – 17 | 7  |
| 9 | Progresul București      | 9 | 2 | 2 | 5 | 59 | 56 | + 3  | 6  |
| 10 | I.T. București           | 9 | 0 | 1 | 8 | 31 | 82 | – 51 | 1  |

## Competiția de primăvară
Returul campionatului era prevăzut să se desfășoare între 1 aprilie și 6 mai 1962. În luna aprilie 1962, însă, presa a anunțat că FRH a decis să modifice formatul de desfășurare a competiției și că „cele zece formații fruntașe își vor disputa întîietatea în cadrul unei competiții de primăvară”. „Pentru a se putea asigura o cît mai bună desfășurare a acestei întreceri echipele au fost împărțite în două serii”, iar „din acest motiv în fiecare etapă una din echipe nu va juca”. Presa a mai anunțat că întrecerea se va disputa cu tur și retur, după care se va organiza un turneu final.
Competiția de primăvară s-a desfășurat în general fără jucătoarele din lotul național, care se pregăteau pentru Campionatul Mondial. Rezultatele competiției de primăvară nu au fost luate în considerare la alcătuirea clasamentului general al ediției 1961-62 a categoriei A, acesta rămânând cel de la finalul turului.

### Seria I

#### Etapa I
| 15 aprilie 1962 10:30 | Progresul București | 4 – 5 | Știința București | Terenul Giulești, București |
| 15 aprilie 1962 10:30 | (1–1)               |       |                   | Terenul Giulești, București |
| 15 aprilie 1962 10:30 |                     |       |                   | Terenul Giulești, București |

| 15 aprilie 1962 11:30 | CS Rapid București | 5 – 6 | Tractorul Brașov | Terenul Giulești, București |
| 15 aprilie 1962 11:30 | (3–3)              |       |                  | Terenul Giulești, București |
| 15 aprilie 1962 11:30 |                    |       |                  | Terenul Giulești, București |

Unirea București a stat

#### Etapa a II-a
| 22 aprilie 1962 10:30 | Unirea București | 4 – 6 | CS Rapid București | Teren Unirea, București |
| 22 aprilie 1962 10:30 | (2–3)            |       |                    | Teren Unirea, București |
| 22 aprilie 1962 10:30 |                  |       |                    | Teren Unirea, București |

| 22 aprilie 1962 | Tractorul Brașov | 18 – 9 | Progresul București | Brașov |
| 22 aprilie 1962 | (5–6)            |        |                     | Brașov |
| 22 aprilie 1962 |                  |        |                     | Brașov |

Știința București a stat

#### Etapa a III-a
| 29 aprilie 1962 | Progresul București | 11 – 5 | Unirea București | București |
| 29 aprilie 1962 | (5–4)               |        |                  | București |
| 29 aprilie 1962 |                     |        |                  | București |

| 29 aprilie 1962 | Știința București | 6 – 10 | Tractorul Brașov | București |
| 29 aprilie 1962 | (4–6)             |        |                  | București |
| 29 aprilie 1962 |                   |        |                  | București |

Rapid București a stat

#### Etapa a IV-a
| 6 mai 1962 10:00 | Unirea București | 7 – 8 | Știința București              | Terenul Giulești, București |
| 6 mai 1962 10:00 | Ghiță, Magyari 2 | (3–4) | Braedt, Ciobotaru, Pădureanu 2 | Terenul Giulești, București |
| 6 mai 1962 10:00 |                  |       |                                | Terenul Giulești, București |

| 6 mai 1962 11:00 | Rapid București | 9 – 4 | Progresul București | Terenul Giulești, București |
| 6 mai 1962 11:00 | Alexe 3         | (4–3) | Făgărășanu 2        | Terenul Giulești, București |
| 6 mai 1962 11:00 |                 |       |                     | Terenul Giulești, București |

Tractorul Brașov a stat

#### Etapa a V-a
| 13 mai 1962 11:15 | Rapid București | 6 – 7 | Știința București | Terenul Giulești, București |
| 13 mai 1962 11:15 | (3–4)           |       |                   | Terenul Giulești, București |
| 13 mai 1962 11:15 |                 |       |                   | Terenul Giulești, București |

| 13 mai 1962 | Tractorul Brașov | 10 – 8 | Unirea București | Brașov |
| 13 mai 1962 | (2–5)            |        |                  | Brașov |
| 13 mai 1962 |                  |        |                  | Brașov |

Progresul București a stat

#### Etapa a VI-a
| 19 mai 1962 17:30 | Știința București | 5 – 6 | Progresul București | Terenul „Progresul”, București |
| 19 mai 1962 17:30 | Ciobotaru 2       | (3–4) | Făgărășanu 5        | Terenul „Progresul”, București |
| 19 mai 1962 17:30 |                   |       |                     | Terenul „Progresul”, București |

| 20 mai 1962 | Tractorul Brașov | 10 – 4 | Rapid București | Brașov |
| 20 mai 1962 | (4–2)            |        |                 | Brașov |
| 20 mai 1962 |                  |        |                 | Brașov |

Unirea București a stat

#### Etapa a VII-a
| 27 mai 1962 | Rapid București | 8 – 6 | Unirea București | București |
| 27 mai 1962 | (–)             |       |                  | București |
| 27 mai 1962 |                 |       |                  | București |

| 27 mai 1962 | Progresul București | 5 – 4 | Tractorul Brașov | București |
| 27 mai 1962 | (–)                 |       |                  | București |
| 27 mai 1962 |                     |       |                  | București |

Știința București a stat

#### Etapa a VIII-a
| 3 iunie 1962 | Unirea București | 4 – 3 | Progresul București | București |
| 3 iunie 1962 | (–)              |       |                     | București |
| 3 iunie 1962 |                  |       |                     | București |

| 3 iunie 1962 | Tractorul Brașov | 8 – 12 | Știința București | Brașov Arbitri: C. Căpățînă |
| 3 iunie 1962 | Floroianu 4      | (4–10) | Szőke 5           | Brașov Arbitri: C. Căpățînă |
| 3 iunie 1962 |                  |        |                   | Brașov Arbitri: C. Căpățînă |

Rapid București a stat

#### Etapa a IX-a
| 10 iunie 1962 10:30 | Știința București | 6 – 5 | Unirea București | Terenul „Progresul”, București |
| 10 iunie 1962 10:30 | (3–4)             |       |                  | Terenul „Progresul”, București |
| 10 iunie 1962 10:30 |                   |       |                  | Terenul „Progresul”, București |

| 10 iunie 1962 11:30 | Progresul București | 7 – 4 | Rapid București | Terenul „Progresul”, București |
| 10 iunie 1962 11:30 | (5–3)               |       |                 | Terenul „Progresul”, București |
| 10 iunie 1962 11:30 |                     |       |                 | Terenul „Progresul”, București |

Tractorul Brașov a stat

#### Etapa a X-a
| 17 iunie 1962 10:00 | Unirea București        | 9 – 8 (Prel.) | Tractorul Brașov | Terenul „Progresul”, București |
| 17 iunie 1962 10:00 | (2–0)                   |               |                  | Terenul „Progresul”, București |
| 17 iunie 1962 10:00 |                         |               |                  | Terenul „Progresul”, București |
| 17 iunie 1962 10:00 | FT: 5–5 Prel.: 2–0, 2–3 |               |                  | Terenul „Progresul”, București |

| 17 iunie 1962 11:00 | Știința București | 7 – 8 | Rapid București | Terenul „Progresul”, București |
| 17 iunie 1962 11:00 | (4–5)             |       |                 | Terenul „Progresul”, București |
| 17 iunie 1962 11:00 |                   |       |                 | Terenul „Progresul”, București |

Progresul București a stat

### Clasament final
Valabil pe 17 iunie 1962
| Echipa              | M | V | E | Î | GM | GP | G   | Pct |
| ------------------- | - | - | - | - | -- | -- | --- | --- |
| Tractorul Brașov    | 8 | 5 | 0 | 3 | 74 | 58 | +16 | 10  |
| Știința București   | 8 | 5 | 0 | 3 | 56 | 54 | +2  | 10  |
| Rapid București     | 8 | 4 | 0 | 4 | 50 | 51 | −1  | 8   |
| Progresul București | 8 | 4 | 0 | 4 | 49 | 54 | −5  | 8   |
| Unirea București    | 8 | 2 | 0 | 6 | 48 | 60 | −12 | 4   |

Tractorul Brașov a câștigat seria I și s-a calificat în finală.

### Seria a II-a

#### Etapa I
| 15 aprilie 1962 10:00 | C.S.M. Sibiu | 15 – 3 | C.S.Ș. Banatul Timișoara | Terenul „Luceafărul”, Sibiu |
| 15 aprilie 1962 10:00 | (8–0)        |        |                          | Terenul „Luceafărul”, Sibiu |
| 15 aprilie 1962 10:00 |              |        |                          | Terenul „Luceafărul”, Sibiu |

| 15 aprilie 1962 12:15 | Mureșul Târgu Mureș | 12 – 8 | Știința Timișoara | Parcul sportiv „Voința”, Târgu Mureș |
| 15 aprilie 1962 12:15 | (7–4)               |        |                   | Parcul sportiv „Voința”, Târgu Mureș |
| 15 aprilie 1962 12:15 |                     |        |                   | Parcul sportiv „Voința”, Târgu Mureș |

Ș.S.E. Petroșani a stat

#### Etapa a II-a
| 22 aprilie 1962 12:00 | C.S.M. Sibiu | 13 – 9 | Știința Timișoara | Terenul „Luceafărul”, Sibiu |
| 22 aprilie 1962 12:00 | (8–6)        |        |                   | Terenul „Luceafărul”, Sibiu |
| 22 aprilie 1962 12:00 |              |        |                   | Terenul „Luceafărul”, Sibiu |

| 22 aprilie 1962 | Ș.S.E. Petroșani | 10 – 11 | C.S.Ș. Banatul Timișoara | Petroșani |
| 22 aprilie 1962 | (4–7)            |         |                          | Petroșani |
| 22 aprilie 1962 |                  |         |                          | Petroșani |

Mureșul Târgu Mureș a stat

#### Etapa a III-a
| 29 aprilie 1962 | Mureșul Târgu Mureș | 9 – 11 | C.S.M. Sibiu | Târgu Mureș |
| 29 aprilie 1962 | (5–5)               |        |              | Târgu Mureș |
| 29 aprilie 1962 |                     |        |              | Târgu Mureș |

| 29 aprilie 1962 | Știința Timișoara | 22 – 3 | Ș.S.E. Petroșani | Timișoara |
| 29 aprilie 1962 | (15–2)            |        |                  | Timișoara |
| 29 aprilie 1962 |                   |        |                  | Timișoara |

C.S.Ș. Banatul Timișoara a stat

#### Etapa a IV-a
| 6 mai 1962 | Ș.S.E. Petroșani | 6 – 9 | Mureșul Târgu Mureș | Petroșani |
| 6 mai 1962 | (4–4)            |       |                     | Petroșani |
| 6 mai 1962 |                  |       |                     | Petroșani |

| 6 mai 1962 | C.S.Ș. Banatul Timișoara | 9 – 17 | Știința Timișoara | Timișoara |
| 6 mai 1962 | (4–8)                    |        |                   | Timișoara |
| 6 mai 1962 |                          |        |                   | Timișoara |

C.S.M. Sibiu a stat

#### Etapa a V-a
| 13 mai 1962 10:00 | C.S.M. Sibiu | 21 – 7 | Ș.S.E. Petroșani | Terenul „Luceafărul”, Sibiu |
| 13 mai 1962 10:00 | (14–3)       |        |                  | Terenul „Luceafărul”, Sibiu |
| 13 mai 1962 10:00 |              |        |                  | Terenul „Luceafărul”, Sibiu |

| 13 mai 1962 20:00 | Mureșul Târgu Mureș | 17 – 7 | C.S.Ș. Banatul Timișoara | Parcul sportiv „Voința”, Târgu Mureș Arbitri: Mihai Binder |
| 13 mai 1962 20:00 | Incze 9             | (11–3) |                          | Parcul sportiv „Voința”, Târgu Mureș Arbitri: Mihai Binder |
| 13 mai 1962 20:00 |                     |        |                          | Parcul sportiv „Voința”, Târgu Mureș Arbitri: Mihai Binder |

Știința Timișoara a stat

#### Etapa a VI-a
| 20 mai 1962 | C.S.Ș. Banatul Timișoara | 10 – 12 | C.S.M. Sibiu | Timișoara |
| 20 mai 1962 | (7–5)                    |         |              | Timișoara |
| 20 mai 1962 |                          |         |              | Timișoara |

| 20 mai 1962 | Știința Timișoara | 12 – 9 | Mureșul Târgu Mureș | Timișoara |
| 20 mai 1962 | (6–3)             |        |                     | Timișoara |
| 20 mai 1962 |                   |        |                     | Timișoara |

Ș.S.E. Petroșani a stat

#### Etapa a VII-a
| 23 mai 1962 | Știința Timișoara | 12 – 8 | C.S.M. Sibiu | Timișoara Arbitri: Achim Matașoane |
| 23 mai 1962 | (5–4)             |        |              | Timișoara Arbitri: Achim Matașoane |
| 23 mai 1962 |                   |        |              | Timișoara Arbitri: Achim Matașoane |

| 27 mai 1962 | C.S.Ș. Banatul Timișoara | 12 – 6 | Ș.S.E. Petroșani | Timișoara |
| 27 mai 1962 | (7–4)                    |        |                  | Timișoara |
| 27 mai 1962 |                          |        |                  | Timișoara |

Mureșul Târgu Mureș a stat

#### Etapa a VIII-a
| 3 iunie 1962 10:00 | C.S.M. Sibiu                  | 9 – 7 | Mureșul Târgu Mureș | Terenul „Luceafărul”, Sibiu Arbitri: F. Luchici |
| 3 iunie 1962 10:00 | Birthelmer, Kieltsch, Theil 3 | (3–4) | Incze 3             | Terenul „Luceafărul”, Sibiu Arbitri: F. Luchici |
| 3 iunie 1962 10:00 |                               |       |                     | Terenul „Luceafărul”, Sibiu Arbitri: F. Luchici |

| 3 iunie 1962 | Ș.S.E. Petroșani | 4 – 3 | Știința Timișoara | Petroșani |
| 3 iunie 1962 | (0–2)            |       |                   | Petroșani |
| 3 iunie 1962 |                  |       |                   | Petroșani |

C.S.Ș. Banatul Timișoara a stat

#### Etapa a IX-a
| 10 iunie 1962 | Mureșul Târgu Mureș | 19 – 6 | Ș.S.E. Petroșani | Parcul sportiv „Voința”, Târgu Mureș Arbitri: Lungu |
| 10 iunie 1962 | Incze 7             | (9–0)  |                  | Parcul sportiv „Voința”, Târgu Mureș Arbitri: Lungu |
| 10 iunie 1962 |                     |        |                  | Parcul sportiv „Voința”, Târgu Mureș Arbitri: Lungu |

| 10 iunie 1962 | Știința Timișoara | – | C.S.Ș. Banatul Timișoara | Timișoara |
| 10 iunie 1962 | (–)               |   |                          | Timișoara |
| 10 iunie 1962 |                   |   |                          | Timișoara |

C.S.M. Sibiu a stat

#### Etapa a X-a
| 17 iunie 1962 | Ș.S.E. Petroșani | 13 – 20 | C.S.M. Sibiu | Petroșani |
| 17 iunie 1962 | (5–8)            |         |              | Petroșani |
| 17 iunie 1962 |                  |         |              | Petroșani |

| 17 iunie 1962 | C.S.Ș. Banatul Timișoara | 7 – 10 | Mureșul Târgu Mureș | Timișoara |
| 17 iunie 1962 | (4–3)                    |        |                     | Timișoara |
| 17 iunie 1962 |                          |        |                     | Timișoara |

Știința Timișoara a stat

#### Clasament final
Valabil pe 17 iunie 1962
| Echipa                   | M | V | E | Î | GM  | GP  | G   | Pct |
| ------------------------ | - | - | - | - | --- | --- | --- | --- |
| C.S.M. Sibiu             | 8 | 7 | 0 | 1 | 109 | 70  | +39 | 14  |
| Știința Timișoara        | 8 | 5 | 0 | 3 | 92  | 63  | +29 | 10  |
| Mureșul Târgu Mureș      | 8 | 5 | 0 | 3 | 81  | 59  | +22 | 10  |
| C.S.Ș. Banatul Timișoara | 8 | 2 | 0 | 6 | 57  | 85  | −28 | 4   |
| Ș.S.E. Petroșani         | 8 | 1 | 0 | 7 | 55  | 117 | −62 | 2   |

C.S.M. Sibiu a câștigat seria a II-a și s-a calificat în finală.

### Finala
Finala campionatului de primăvară s-a desfășurat pe 26 iunie 1962, în deschiderea partidei dintre echipele naționale masculine ale României și Danemarcei, pe stadionul Republicii. Partida a fost câștigată de echipa C.S.M. Sibiu, care a devenit „campioană de primăvară”.
| 26 iunie 1962 17:30 | Tractorul Brașov | 6 – 7 | C.S.M. Sibiu                 | Stadionul Republicii, București |
| 26 iunie 1962 17:30 | H. Brendörfer 2  | (3–5) | Birthelmer, Dandler, Theil 2 | Stadionul Republicii, București |
| 26 iunie 1962 17:30 |                  |       |                              | Stadionul Republicii, București |

## Campionatul de calificare

### Etapa regională

#### Campionatul Regiunii Baia Mare
Campionatul Regiunii Baia Mare s-a desfășurat la Baia Mare și a fost câștigat de A.S.T. Sighet, care s-a calificat astfel în etapa finală.
|  | Calificată în etapa finală |

| Echipa            | M | V | E | Î | GM | GP | G  | Pct |
| ----------------- | - | - | - | - | -- | -- | -- | --- |
| A.S.T. Sighet     | 2 | 1 | 1 | 0 | 11 | 10 | +1 | 3   |
| Voința Baia Mare  | 2 | 1 | 0 | 1 | 11 | 9  | +2 | 2   |
| Flacăra Satu Mare | 2 | 0 | 1 | 1 | 14 | 17 | −3 | 1   |

| 1 decembrie 1961 | A.S.T. Sighet | 3 – 2 | Voința Baia Mare | Baia Mare |
| 1 decembrie 1961 | (–)           |       |                  | Baia Mare |
| 1 decembrie 1961 |               |       |                  | Baia Mare |

| 2 decembrie 1961 | A.S.T. Sighet | 8 – 8 | Flacăra Satu Mare | Baia Mare |
| 2 decembrie 1961 | (–)           |       |                   | Baia Mare |
| 2 decembrie 1961 |               |       |                   | Baia Mare |

| 3 decembrie 1961 | Voința Baia Mare | 9 – 6 | Flacăra Satu Mare | Baia Mare |
| 3 decembrie 1961 | (–)              |       |                   | Baia Mare |
| 3 decembrie 1961 |                  |       |                   | Baia Mare |

#### Campionatul Regiunii Brașov
Campionatul Regiunii Brașov s-a desfășurat la Făgăraș și a fost câștigat de Faianța Sighișoara, care s-a calificat astfel în etapa finală.
|  | Calificată în etapa finală |

| Echipa             | M | V | E | Î | GM | GP | G   | Pct |
| ------------------ | - | - | - | - | -- | -- | --- | --- |
| Faianța Sighișoara | 2 | 2 | 0 | 0 | 21 | 8  | +13 | 4   |
| Rulmentul Brașov   | 2 | 1 | 0 | 1 | 17 | 11 | +6  | 2   |
| Sparta Mediaș      | 2 | 0 | 0 | 2 | 4  | 23 | −19 | 0   |

| ? noiembrie 1961 | Faianța Sighișoara | 13 – 1 | Sparta Mediaș | Făgăraș |
| ? noiembrie 1961 | (5–1)              |        |               | Făgăraș |
| ? noiembrie 1961 |                    |        |               | Făgăraș |

| ? noiembrie 1961 | Rulmentul Brașov | 10 – 3 | Sparta Mediaș | Făgăraș |
| ? noiembrie 1961 | (6–1)            |        |               | Făgăraș |
| ? noiembrie 1961 |                  |        |               | Făgăraș |

| ? noiembrie 1961 | Faianța Sighișoara | 8 – 7 | Rulmentul Brașov | Făgăraș |
| ? noiembrie 1961 | (3–3)              |       |                  | Făgăraș |
| ? noiembrie 1961 |                    |       |                  | Făgăraș |

#### Campionatul Regiunii Galați
Campionatul Regiunii Galați s-a desfășurat la Brăila, în decembrie 1961, și a fost câștigat de C.S.M. Brăila, care s-a calificat astfel în etapa finală.

#### Campionatul Regiunii Hunedoara
Campionatul Regiunii Hunedoara s-a desfășurat la Sebeș, în decembrie 1961, și a fost câștigat de Sebeșul Sebeș, care s-a calificat astfel în etapa finală.
|  | Calificată în etapa finală |

| Loc | Echipă           |
| --- | ---------------- |
| 1   | Sebeșul Sebeș    |
| 2   | Elevul Petroșani |
| 3   | Victoria Călan   |

#### Campionatul Regiunii Mureș-Autonomă Maghiară
Campionatul Regiunii Mureș-Autonomă Maghiară s-a desfășurat la Târgu Mureș, între 27-29 octombrie 1961, și a fost câștigat de C.S.Ș. Harghita Târgu Mureș, care s-a calificat astfel în etapa finală.
|  | Calificată în etapa finală |

| Echipa                      | M | V | E | Î | GM | GP | G   | Pct |
| --------------------------- | - | - | - | - | -- | -- | --- | --- |
| Harghita Târgu Mureș        | 3 | 3 | 0 | 0 | 34 | 15 | +19 | 6   |
| Voința Odorhei              | 3 | 2 | 0 | 1 | 22 | 12 | +10 | 4   |
| Progresul Cristuru Secuiesc | 3 | 1 | 0 | 2 | 11 | 25 | −14 | 2   |
| Voința Târgu Mureș          | 3 | 0 | 0 | 3 | 14 | 29 | −15 | 0   |

| 27 octombrie 1961 | C.S.Ș. Harghita Târgu Mureș | 9 – 6 | Voința Odorhei | Parcul sportiv „Voința”, Târgu Mureș |
| 27 octombrie 1961 | (–)                         |       |                | Parcul sportiv „Voința”, Târgu Mureș |
| 27 octombrie 1961 |                             |       |                | Parcul sportiv „Voința”, Târgu Mureș |

| 27 octombrie 1961 | Progresul Cristuru Secuiesc | 7 – 6 | Voința Târgu Mureș | Parcul sportiv „Voința”, Târgu Mureș |
| 27 octombrie 1961 | (–)                         |       |                    | Parcul sportiv „Voința”, Târgu Mureș |
| 27 octombrie 1961 |                             |       |                    | Parcul sportiv „Voința”, Târgu Mureș |

| 28 octombrie 1961 | C.S.Ș. Harghita Târgu Mureș | 9 – 2 | Progresul Cristuru Secuiesc | Parcul sportiv „Voința”, Târgu Mureș |
| 28 octombrie 1961 | (–)                         |       |                             | Parcul sportiv „Voința”, Târgu Mureș |
| 28 octombrie 1961 |                             |       |                             | Parcul sportiv „Voința”, Târgu Mureș |

| 28 octombrie 1961 | Voința Odorhei | 6 – 1 | Voința Târgu Mureș | Parcul sportiv „Voința”, Târgu Mureș |
| 28 octombrie 1961 | (–)            |       |                    | Parcul sportiv „Voința”, Târgu Mureș |
| 28 octombrie 1961 |                |       |                    | Parcul sportiv „Voința”, Târgu Mureș |

| 29 octombrie 1961 | C.S.Ș. Harghita Târgu Mureș | 16 – 7 | Voința Târgu Mureș | Parcul sportiv „Voința”, Târgu Mureș |
| 29 octombrie 1961 | (–)                         |        |                    | Parcul sportiv „Voința”, Târgu Mureș |
| 29 octombrie 1961 |                             |        |                    | Parcul sportiv „Voința”, Târgu Mureș |

| 29 octombrie 1961 | Voința Odorhei | 10 – 2 | Progresul Cristuru Secuiesc | Parcul sportiv „Voința”, Târgu Mureș |
| 29 octombrie 1961 | (–)            |        |                             | Parcul sportiv „Voința”, Târgu Mureș |
| 29 octombrie 1961 |                |        |                             | Parcul sportiv „Voința”, Târgu Mureș |

#### Campionatul Regiunii Oradea
Campionatul Regiunii Oradea s-a desfășurat la Oradea, în decembrie 1961, și a fost câștigat de Favorit Oradea, care s-a calificat astfel în etapa finală.

#### Campionatul Regiunii Suceava
Campionatul Regiunii Suceava s-a desfășurat la Suceava și a fost câștigat de Școala Pedagogică Suceava, care s-a calificat astfel în etapa finală.
|  | Calificată în etapa finală |

| Echipa                 | M | V | E | Î | GM | GP | G   | P |
| ---------------------- | - | - | - | - | -- | -- | --- | - |
| Șc. Pedagogică Suceava | 2 | 2 | 0 | 0 | 8  | 3  | + 5 | 4 |
| Sănătatea Botoșani     | 2 | ? | ? | ? | ?  | ?  | ?   | ? |
| Voința Câmpulung       | 2 | ? | ? | ? | ?  | ?  | ?   | ? |

| 1 decembrie 1961 | Școala Pedagogică Suceava | 6 – 2 | Sănătatea Botoșani | Suceava |
| 1 decembrie 1961 | (–)                       |       |                    | Suceava |
| 1 decembrie 1961 |                           |       |                    | Suceava |

| 2 decembrie 1961 | Școala Pedagogică Suceava | 2 – 1 | Voința Câmpulung Moldovenesc | Suceava |
| 2 decembrie 1961 | (–)                       |       |                              | Suceava |
| 2 decembrie 1961 |                           |       |                              | Suceava |

| 3 decembrie 1961 | Sănătatea Botoșani | ? – ? | Voința Câmpulung Moldovenesc | Suceava |
| 3 decembrie 1961 | (–)                |       |                              | Suceava |
| 3 decembrie 1961 |                    |       |                              | Suceava |

#### Campionatul Regiunii Timișoara
Campionatul Regiunii Timișoara s-a desfășurat la Timișoara și a fost câștigat de Constructorul Timișoara, care s-a calificat astfel în etapa finală.
|  | Calificată în etapa finală |

| Echipa                  | M | V | E | Î | GM | GP | G   | Pct |
| ----------------------- | - | - | - | - | -- | -- | --- | --- |
| Constructorul Timișoara | 2 | 2 | 0 | 0 | 41 | 7  | +34 | 4   |
| U.T.A.                  | 2 | 1 | 0 | 1 | 11 | 23 | −12 | 2   |
| A.S.M. Lugoj            | 2 | 0 | 0 | 2 | 9  | 31 | −22 | 0   |

| 11 noiembrie 1961 | Constructorul Timișoara | 24 – 3 | A.S.M. Lugoj | Stadionul CFR II, Timișoara |
| 11 noiembrie 1961 | (–)                     |        |              | Stadionul CFR II, Timișoara |
| 11 noiembrie 1961 |                         |        |              | Stadionul CFR II, Timișoara |

| 11 noiembrie 1961 | Constructorul Timișoara | 17 – 4 | U.T.A. | Stadionul CFR II, Timișoara |
| 11 noiembrie 1961 | (–)                     |        |        | Stadionul CFR II, Timișoara |
| 11 noiembrie 1961 |                         |        |        | Stadionul CFR II, Timișoara |

| 12 noiembrie 1961 | U.T.A. | 7 – 6 | A.S.M. Lugoj | Stadionul CFR II, Timișoara |
| 12 noiembrie 1961 | (–)    |       |              | Stadionul CFR II, Timișoara |
| 12 noiembrie 1961 |        |       |              | Stadionul CFR II, Timișoara |

### Etapa inter-regiuni, finală
Conform „calendarului competițiilor sportive republicane pe anul 1962”, publicat pe 28 noiembrie 1961, în ziarul Sportul Popular, etapa inter-regiuni a fost stabilită să se desfășoare în perioada 15 aprilie – 27 mai 1962.
| 28 aprilie 1962 | Metalul Dej | ? – ? | Constructorul Timișoara | Dej |
| 28 aprilie 1962 | (–)         |       |                         | Dej |
| 28 aprilie 1962 |             |       |                         | Dej |

| 29 aprilie 1962 | Constructorul Timișoara | ? – ? | Metalul Dej | Dej |
| 29 aprilie 1962 | (–)                     |       |             | Dej |
| 29 aprilie 1962 |                         |       |             | Dej |

| 28 aprilie 1962 | Faianța Sighișoara | ? – ? | Sebeșul Sebeș | Sighișoara |
| 28 aprilie 1962 | (–)                |       |               | Sighișoara |
| 28 aprilie 1962 |                    |       |               | Sighișoara |

| 29 aprilie 1962 | Sebeșul Sebeș | ? – ? | Faianța Sighișoara | Sighișoara |
| 29 aprilie 1962 | (–)           |       |                    | Sighișoara |
| 29 aprilie 1962 |               |       |                    | Sighișoara |

| 28 aprilie 1962 | C.S.Ș. Harghita Târgu Mureș | 19 – 2 | A.S.T. Sighet | Târgu Mureș |
| 28 aprilie 1962 | (–)                         |        |               | Târgu Mureș |
| 28 aprilie 1962 |                             |        |               | Târgu Mureș |

| 28 aprilie 1962 | A.S.T. Sighet | 2 – 19 | C.S.Ș. Harghita Târgu Mureș | Târgu Mureș |
| 28 aprilie 1962 | (–)           |        |                             | Târgu Mureș |
| 28 aprilie 1962 |               |        |                             | Târgu Mureș |

| 28 aprilie 1962 | C.S.O. Brăila | ? – ? | Textila Buhuși | Brăila |
| 28 aprilie 1962 | (–)           |       |                | Brăila |
| 28 aprilie 1962 |               |       |                | Brăila |

| 29 aprilie 1962 | Textila Buhuși | ? – ? | C.S.O. Brăila | Brăila |
| 29 aprilie 1962 | (–)            |       |               | Brăila |
| 29 aprilie 1962 |                |       |               | Brăila |

| 19 mai 1962 | Ș.S.E. Ploiești | ? – ? | Școala Pedagogică Suceava | Ploiești |
| 19 mai 1962 | (–)             |       |                           | Ploiești |
| 19 mai 1962 |                 |       |                           | Ploiești |

Deoarece FRH a decis ca ediția 1962-1963 a campionatului republican de categoria A să se dispute în două serii de câte 8 echipe, nici una din cele 10 formații care au evoluat în ediția 1961-1962 nu a retrogradat. Astfel, la finalul campionatului de calificare, alte șase echipe au promovat în campionatul republican de categoria A:
- Vestitorul București
- Ș.S.E. Constanța
- Favorit Oradea
- Ș.S.E. Ploiești
- Faianța Sighișoara
- Constructorul Timișoara